# Barrages d'Inga
Pour les articles homonymes, voir Inga.
 (octobre 2020).

Plan des barrages.

Les barrages d'Inga sont deux barrages hydro-électriques situés sur le fleuve Congo en république démocratique du Congo, à proximité de la ville de Matadi (province du Bas-Congo).

## Histoire
Les projets de construction de ces barrages datent de l'époque coloniale. En 1925, le colonel Pierre Van Deuren présente au Roi des Belges Albert Ier un plan ambitieux : la construction de sept barrages visant à faire de la colonie la première puissance énergétique du continent, capable d’exporter son électricité. Mais la crise de 1929, la Grande Dépression puis la Seconde Guerre mondiale compromettent sa réalisation. Le projet est relancé à la fin de l'époque coloniale, en 1958.

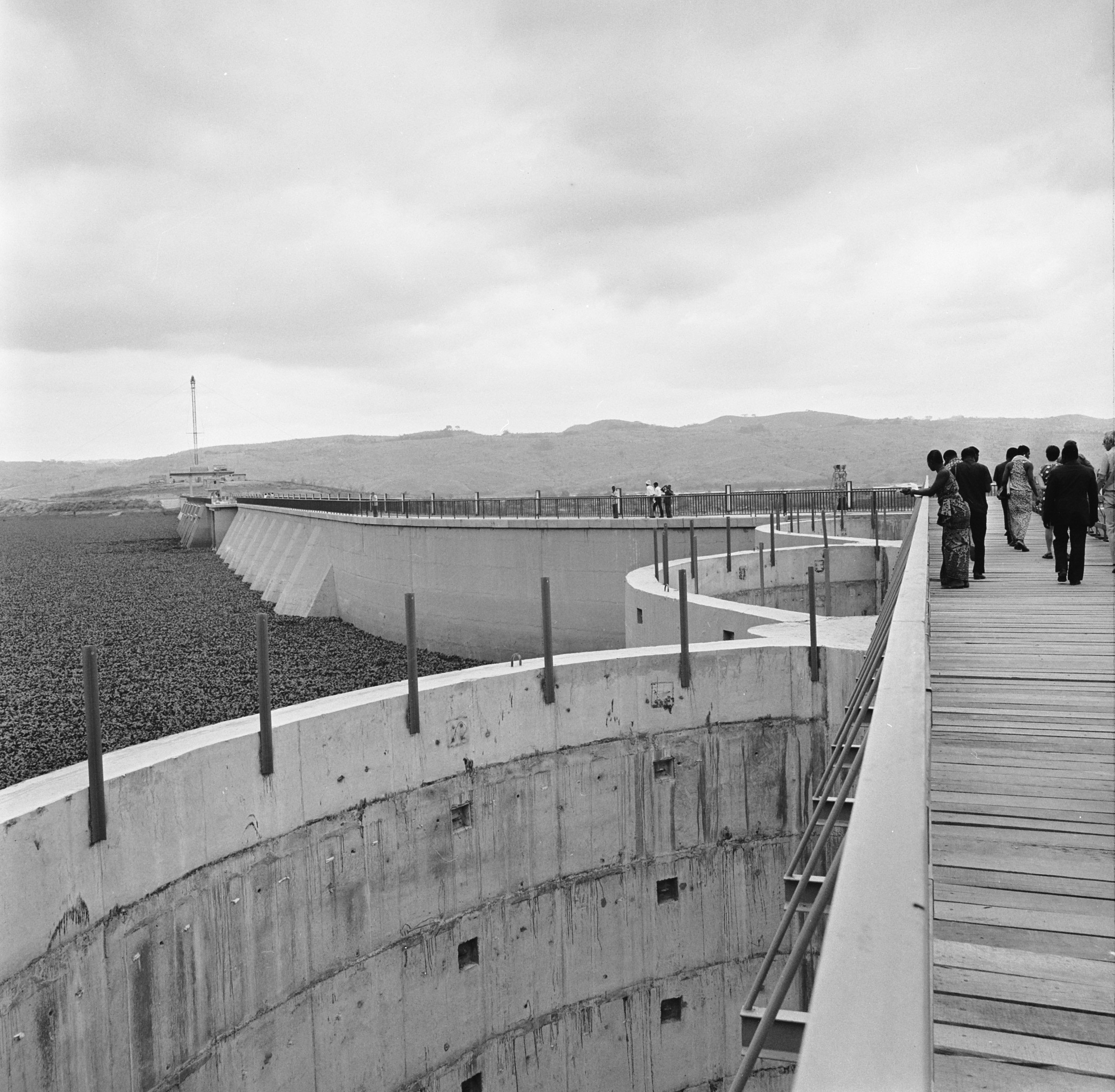
Inga I en octobre 1973.

Avec l'indépendance du Congo et la fin de colonisation belge en 1960, ces projets ne seront jamais matérialisés. Finalement, c'est sous le régime du Président Mobutu Sese Seko que les barrages d'Inga I et II seront construits. L'objectif était de fournir l'électricité à une usine d’aluminium géante et à l'industrie chimique de pointe, mais aussi l'acheminement du courant d’Inga jusqu’aux mines de cuivre et de cobalt du Katanga, ce qui nécessite le déplacement de la communauté du site d’Inga, à laquelle les Belges étaient prêts à payer une compensation.
Inga I a été achevé en 1972 et Inga II en 1982.
À l'époque[Quand ?] , les cours des matières premières, qui font la fortune de la colonie belge et de la Belgique, sont au plus haut. On peut cependant douter de la volonté des Belges d'indemniser les autochtones. Car il n'était pas dans l'habitude des colons belges et plus généralement européens, d'indemniser les populations locales victimes de la politique coloniale, notamment l'expropriation forcée. Un consortium américain présente une solution en trois phases, correspondant au schéma qui sera retenu après l'indépendance, malgré le coût du projet (320 millions de dollars pour Inga I et 3 milliards pour l’ensemble).
En août 2021, les médias ont indiqué que la Société Nationale d'Électricité (Snel), la compagnie nationale d'électricité de la République démocratique du Congo, et Ivanhoe Mines Energy RDC, une filiale du conglomérat minier canadien Ivanhoe Mines, ont convenu que cette dernière réhabiliterait la turbine numéro 5 de la centrale électrique Inga II à huit turbines. Cela fournira 162 mégawatts qui seront consommés par la mine de cuivre de Kamoa-Kakula, près de la ville de Kolwezi, dans la province du Lualaba, au sud de la RDC. Les travaux comprendront la réhabilitation de la ligne de transport à haute tension Inga-Kolwezi.

## Description

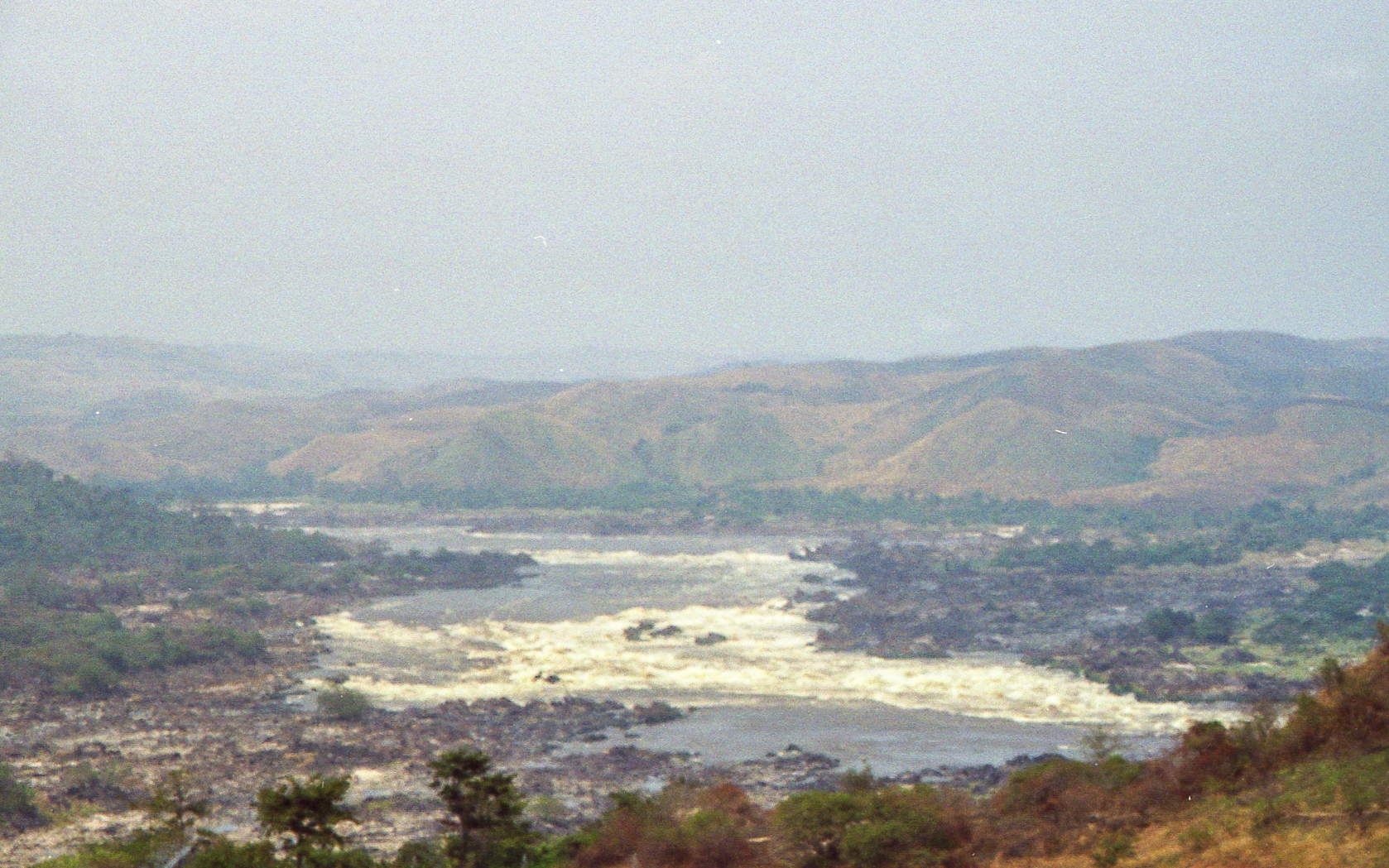
Vue des rapides d'Inga en 2004 d'où, le 6 août 1985, a disparu Philippe de Dieuleveult.

Ces deux ouvrages distincts sont dénommés Inga I et Inga II. Les développements Inga III et Grand Inga ne sont actuellement qu'au stade de projet.
Ces ouvrages, à l'instar de l'usine sidérurgique de Maluku, sont construits dans le cadre d'une politique de développement et de prestige du pays par le président Mobutu Sese Seko. La maintenance de ces barrages n'étant pas assurée, ils fonctionnent à capacité réduite. Ils sont exploités par la Société nationale d'électricité (SNEL).
Comme d'autres ouvrages pharaoniques créés dans le pays au service de politiques de prestige qui ne purent être assumées, ils sont qualifiés d'éléphants blancs.

## Caractéristiques techniques

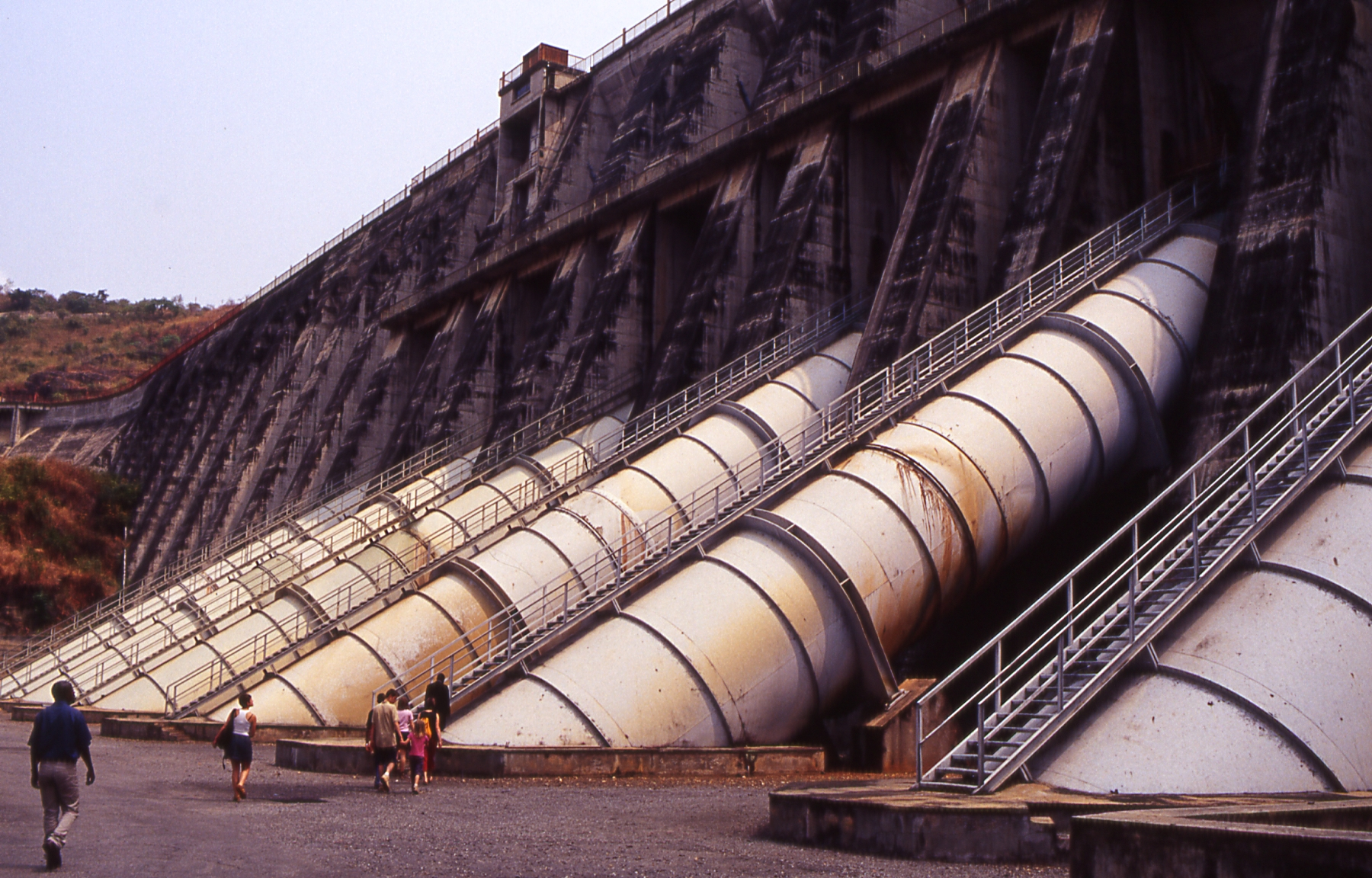
Inga en juillet 2004.

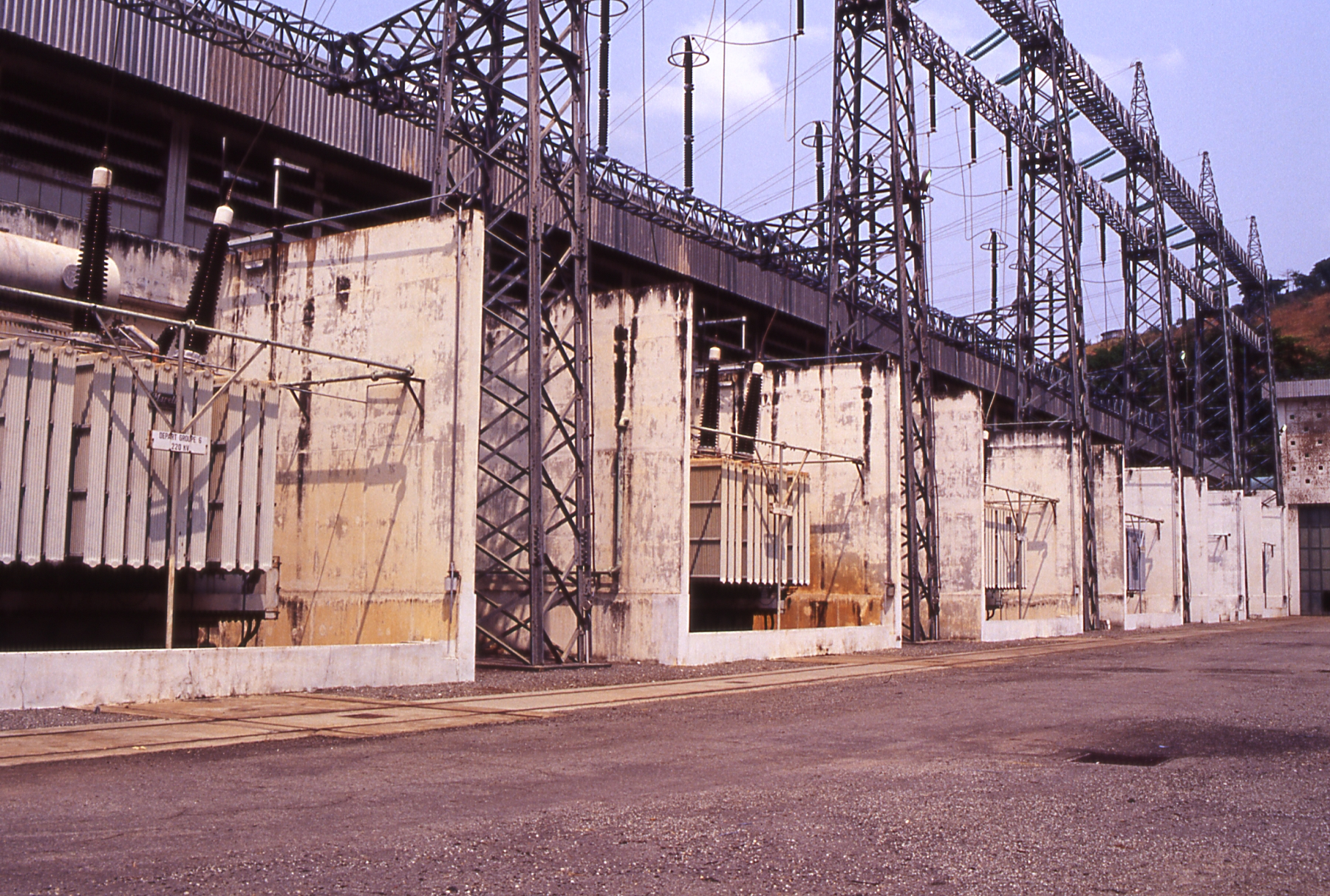
Inga en juillet 2004.

De l'électricité est exportée vers l'Angola, la République du Congo et le Zimbabwe. Des lignes relient également le complexe à la Zambie, au Botswana, à la Namibie et à l'Afrique du Sud. Une ligne haute tension relie en effet le barrage à Lubumbashi et à la province zambienne du Copperbelt :  le projet Inga-Shaba.
Une seconde ligne haute-tension est envisagée vers le nord en direction des pays du golfe de Guinée. Une troisième enfin est prévue vers le nord-ouest, en direction du Tchad et du Soudan. Par ailleurs, seule 5 % de la population congolaise a accès à l'électricité. Kinshasa elle-même se trouve imparfaitement desservie.
- Inga I : 351 MW, entrée en service en 1972.
- Inga II : 1 424 MW, entrée en service en 1982.
- Inga III : 3 500 MW, en projet

Inga I et II fonctionnent actuellement[Quand ?] à 20 % de leur capacité, la plupart des turbines étant à l'arrêt, faute de pièces de rechange.

## Avenir du complexe
Divers contacts sont intervenus récemment[Quand ?], dont avec la NEPA (Nigeria) et Westcor, consortium emmené par Eskom (Afrique du Sud), en vue du redéploiement du complexe.
Westcor projette notamment la construction d'une centrale Inga III (4,5 GW). Avec une telle capacité, le complexe Inga I, II, III aurait une puissance totale installée de plus de 5,2 GW ce qui permettrait, en théorie, d'alimenter en électricité toute l’Afrique australe. BHP Billiton propose de ramener Inga III à 3 500 MW pour alimenter son usine de production d'aluminium dans le Bas-Congo.
Des projections prévoient, si le financement était trouvé, que la puissance produite sur ce site atteindrait 39 GW, grâce à la réalisation du projet Grand Inga. À titre de comparaison, le barrage des Trois Gorges en Chine d'une puissance installée de 18,2 GW produit 84,7 TWh par an depuis 2009.
En 2015, des projets d'extension du site actuel et de financement d'Inga III et de Grand Inga sont toujours d'actualité,.
L'Afrique du Sud a engagé avec la RDC les études de faisabilité du projet Inga 3 (4 800 MW en deux phases) et des lignes de transport associées ; la Banque mondiale a approuvé en 2014 un financement de 73 millions de dollars et annoncé en 2015 que le chantier commencera en 2017 ; les centrales Inga I et Inga II sont en cours de remise à neuf.